# Marcin Dramiński
Marcin Dramiński (ur. 13 sierpnia 1940 w Warszawie, zm. 20 grudnia 2020 w Bydgoszczy) – polski chemik, prof. dr hab.

## Życiorys
Syn Tadeusza i Marii. Ukończył III Liceum Ogólnokształcące im. Tadeusza Kościuszki w Łodzi. W 1962 uzyskał stopień magistra inżyniera na Wydziale Chemicznym Politechniki Łódzkiej. W 1970 uzyskał stopień doktora, zaś w 1980 uzyskał habilitację na tej samej uczelni. Nominację profesorską otrzymał w 1992. Związany był z licznymi uczelniami medycznymi w tym między innymi z Akademią Medyczną w Łodzi. W latach 1997–2013 piastował funkcję kierownika Katedry i Zakładu Chemii Ogólnej w Collegium Medicum Uniwersytetu Mikołaja Kopernika w Bydgoszczy, jednocześnie w latach 2002–2005 piastując funkcję prodziekana Wydziału Lekarskiego UMK. Od 2013 do śmierci w 2020 był rektorem i profesorem Wyższej Szkoły Nauk o Zdrowiu w Bydgoszczy.
Był członkiem Polskiego Towarzystwa Chemicznego.
W 2002 odznaczony Krzyżem Oficerskim Orderu Odrodzenia Polski.
Zmarł 20 grudnia 2020 w Kujawsko-Pomorskim Centrum Pulmonologii na COVID-19.